# Гелашвілі Микола Тарасович
Микола Тарасович Гелашвілі (нар. 15 травня 1906, Дзірула) — радянський вчений в галузі виноробства. Доктор технічних наук з 1967 року, професор з 1969 року.

## Біографія
Народився 15 травня 1906 року в селі Дзірулі (нині муніципалітет Зестафоні, Грузія). Член ВКП(б) з 1929 року. У 1931 році закінчив факультет садівництва і виноградарства Грузинського сільськогосподарського інституту, після чого працював асистентом, доцентом, професором кафедри виноробства, директором цього ж інституту. У 1944—1952 роках одночасно завідувач відділу шампанських вин Закавказької філії Всесоюзного науково-дослідного інституту виноградарства і виноробства «Магарач». З 1950 року — завідувач кафедри виноробства і мікробіології Грузинського сільськогосподарського інституту.
Нагороджений орденом «Знак Пошани».

## Наукова діяльність
Виявив і дослідив місцеві сорти винограду для виробництва шампанського в Картлі, Імереті і Південно-Осетинській автономній області. Досліджував і рекомендував сорт винограду Ркацителі для використання у шампанському виробництві в деяких мікрорайонах Грузії, визначив шампанські сорти винограду і шампанські райони республіки. Автор 28 наукових праць, в тому числі підручника по виноробству. Серед них:
- Виноделие. В 2-х частях — Тбилиси, 1961.
- К истории шампанского производства в Грузии. — Тр./Грузинского сельськохозяйственного института, 1970, тт. 30—31.